# La Buisse
La Buisse este o comună în departamentul Isère din sud-estul Franței. În 2009 avea o populație de 2.743 de locuitori.

## Evoluția populației
| An        | 1975  | 1982  | 1990  | 1999  | 2006  | 2009  |
| --------- | ----- | ----- | ----- | ----- | ----- | ----- |
| Populație | 1.050 | 1.206 | 2.238 | 2.405 | 2.627 | 2.743 |